# Episodi di American Housewife (seconda stagione)
La seconda stagione della serie televisiva American Housewife è stata trasmessa dalla rete televisiva statunitense ABC dal 27 settembre 2017 al 16 maggio 2018.
In Italia è stata pubblicata su Star (Disney+) il 21 maggio 2021.
| n° | Titolo originale         | Titolo italiano                 | Prima TV USA      | Pubblicazione Italia |
| -- | ------------------------ | ------------------------------- | ----------------- | -------------------- |
| 1  | Back to School           | Si torna a scuola               | 27 settembre 2017 | 21 maggio 2021       |
| 2  | Boar-Dain                | Galà di Primavera               | 4 ottobre 2017    | 21 maggio 2021       |
| 3  | The Uprising             | La rivolta                      | 11 ottobre 2017   | 21 maggio 2021       |
| 4  | The Lice Storm           | La tempesta di pidocchi         | 18 ottobre 2017   | 21 maggio 2021       |
| 5  | Boo-Who?                 | Ti ho fatto Bu                  | 25 ottobre 2017   | 21 maggio 2021       |
| 6  | The Pig Whisperer        | L'uomo che sussurrava ai maiali | 1º novembre 2017  | 21 maggio 2021       |
| 7  | Family Secrets           | Segreti di famiglia             | 15 novembre 2017  | 21 maggio 2021       |
| 8  | Gala Auction             | Do Ut Des                       | 29 novembre 2017  | 21 maggio 2021       |
| 9  | The Couple               | Nuovi amici                     | 6 dicembre 2017   | 21 maggio 2021       |
| 10 | Blue Christmas           | Blu Natale                      | 13 dicembre 2017  | 21 maggio 2021       |
| 11 | Blondetourage            | Party fra bionde o Scarabeo?    | 3 gennaio 2018    | 21 maggio 2021       |
| 12 | Selling Out              | Tutto esaurito                  | 10 gennaio 2018   | 21 maggio 2021       |
| 13 | The Anniversary          | L'Anniversario                  | 17 gennaio 2018   | 21 maggio 2021       |
| 14 | Midlife Crisis           | Crisi di mezza età              | 24 gennaio 2018   | 21 maggio 2021       |
| 15 | The Mom Switch           | Prove di maternità              | 24 gennaio 2018   | 21 maggio 2021       |
| 16 | Field Day                | Il giorno dello sport           | 28 febbraio 2018  | 21 maggio 2021       |
| 17 | All Coupled Up           | Tutti in coppia                 | 7 marzo 2018      | 21 maggio 2021       |
| 18 | The Venue                | La location                     | 14 marzo 2018     | 21 maggio 2021       |
| 19 | It's Hard to Say Goodbye | È difficile dire addio          | 21 marzo 2018     | 21 maggio 2021       |
| 20 | The Inheritance          | L'eredità                       | 4 aprile 2018     | 21 maggio 2021       |
| 21 | It's Not You, It's Me    | Interferenze                    | 11 aprile 2018    | 21 maggio 2021       |
| 22 | Sliding Sweaters         | Un maglione fa la differenza    | 2 maggio 2018     | 21 maggio 2021       |
| 23 | Finding Fillion          | Alla ricerca di Nathan Fillion  | 9 maggio 2018     | 21 maggio 2021       |
| 24 | The Spring Gala          | Il Gala di Primavera            | 16 maggio 2018    | 21 maggio 2021       |